# Saltopus
Saltopus (med betydelsen "Hoppande foten") är ett släkte små dinosaurier med den enda kända arten Saltopus elginensis, som levde i Skottland under Trias. Deras systematiska status är fortfarande omstridd. De tros ibland ha varit besläktade med Coelophysis, ibland med coelurosaurierna.  

## Beskrivning
Fynden från Saltopus är väldigt inkompletta, varför är det svårt att uppskatta hur de såg ut. Man vet dock att de var små, kanske endast 0,6 meter långa, och hade långa bakben och lång svans.